# Phacelurus gabonensis
Espèce
Synonymes
- Elionurus gabonensis (Steud.) Roberty[1]
- Jardinea angolensis (Rendle) Stapf[1]
- Jardinea congoensis (Hack.) Franch.[1]
- Jardinea gabonensis Steud.[1]
- Phacelurus congoensis (Hack.) Zon[1]
- Rhytachne congoensis Hack.[1]
- Rhytachne gabonensis (Steud.) Hack.[1]
- Rottboellia angolensis Rendle[1]
- Rottboellia gabonensis (Steud.) Roberty[1]

Phacelurus gabonensis est une espèce de plantes de la famille des Poaceae et appartenant au genre Phacelurus.